# Vergeltung (Harris)
Vergeltung (Originaltitel: V2) ist ein 2020 erschienener Roman des britischen Schriftstellers Robert Harris. Hierin wird der Abschuss von V2-Raketen aus deutscher und britischer Sicht thematisiert.

## Handlung
Rudi Graf ist Entwicklungsingenieur der V2 und enger Freund von Wernher von Braun. Gemeinsam haben sie die Rakete entwickelt, und nun unterstützt Graf als Wissenschaftler die Starts der V2. Am Anfang wird ihm der neue Nationalsozialistische Führungsoffizier Biwack vorgestellt, der entsendet wurde, um die Treue zum Regime zu stärken. Einige Tage später beschließt Oberst Walter Huber, zwölf Starts an einem Tag durchzuführen, wobei es zu einer Explosion an der Abschussrampe kommt. Biwack verdächtigt sofort Graf, dem er allerdings nichts nachweisen kann.
Angelica Caton-Walsh, genannt Kay, arbeitet als Angehörige der Women’s Auxiliary Air Force (WAAF) in der Auswertung fotografischer Luftaufklärung im britischen Medmenham. Zu Beginn überlebt sie einen Einschlag der V2 knapp, wobei ihr Liebhaber verletzt wird. Trotz ihrer leichten Verletzungen macht sie sich auf den Weg in die Arbeit. Ihr Vorgesetzter nimmt sie zu einer Strategiesitzung in London mit. Hier entscheiden sich ihre Vorgesetzten, eine Einheit nach Belgien zu schicken, um dort die Flugbahnen der V2 zu berechnen. Kay gelingt es, Teil dieser Operation zu werden.
Sie reist nach Mechelen, wo die Briten in der Nähe der Radarstation die Flugbahnen der abfliegenden Raketen berechnen sollen. Kay tut sich schnell als eine der besten hervor, und ihr gelingt es mehrmals, die Flugbahn rechtzeitig zu berechnen.
Die Deutschen bekommen mit, dass britische Bomber ehemalige Stellungen der V2 bombardieren. Hierauf lässt Biwack die Frauen des Offiziersbordells als potentielle Spioninnen erschießen. Mit dem Besuch des befehlshabenden Generals Hans Kammler wird beschlossen, zwei Raketen auf Mechelen abzufeuern.
Die erste Rakete schlägt in der Nähe der Stadt ein, was die Arbeit der Briten unterbricht. Kay kommt in ihr Quartier zurück und entlarvt den Sohn der Gasteltern als vermeintlichen Spion. Graf manipuliert die zweite Rakete und wird von der SS befragt, da sie in seinem Zimmer einen Koffer mit Mikrofilmen über den Raketenbau gefunden haben. Bevor Schlimmeres passiert, greift Wernher von Braun ein und rettet Graf.
Nach dem Krieg treffen die deutschen Forscher um von Braun in London ein und sollen angeworben werden. Hierbei trifft Graf auf Kay, der er berichtet, dass die Angriffe der britischen Bomber keine Erfolge erzielt haben. Graf wiederum erfährt, dass auch die V2 kaum bedeutende Gebäude getroffen haben.

## Form
Der Roman ist aus der Sicht eines Er-Erzählers geschrieben. In Rückblenden wird die Vergangenheit von Rudi Graf bei der Entwicklung der V2 und seiner Beziehung zu Wernher von Braun aufgezeigt.

## Historischer Hintergrund
Insbesondere die Abläufe um Entwicklung, Bau und Einsatz der V2 werden detailliert geschildert, von ersten Anfängen des Raketenbaus einer Gruppe um Wernher von Braun, erst in der Heeresversuchsanstalt Kummersdorf, später in der Heeresversuchsanstalt Peenemünde, über den Angriff der RAF auf Peenemünde in der Operation Hydra, den Bau der V2 im unterirdischen Komplex der Mittelwerk GmbH in einer Stollenanlage im Kohnstein nahe Nordhausen durch Häftlinge des KZ Mittelbau-Dora bis zu Logistik und Abschussprozeduren im Wald von Scheveningen.

## Rezeption
Laut Felix Stephan bleibt „Harris [...] auch in diesem Thriller bei seinem Verfahren, fiktionale Figuren in historische Szenarien zu entlassen, in denen sie sich dann mit Gewissenskonflikten beschäftigen müssen“. Weitere Pressestimmen loben die Darstellung der gesellschaftlichen Situation.

## Auflagen
- Robert Harris: V2. Hutchinson (Verlag), London 2020. ISBN 978-1786331403 (englisches Original)
- Robert Harris: Vergeltung. Übersetzt von Wolfgang Müller, Hardcover, Heyne Verlag, München 2020, ISBN 978-3453272095.
- Robert Harris: Vergeltung. Übersetzt von Wolfgang Müller, Taschenbuch, Heyne Verlag, München 2022, ISBN 978-3453441446.